# Flautista de Keros

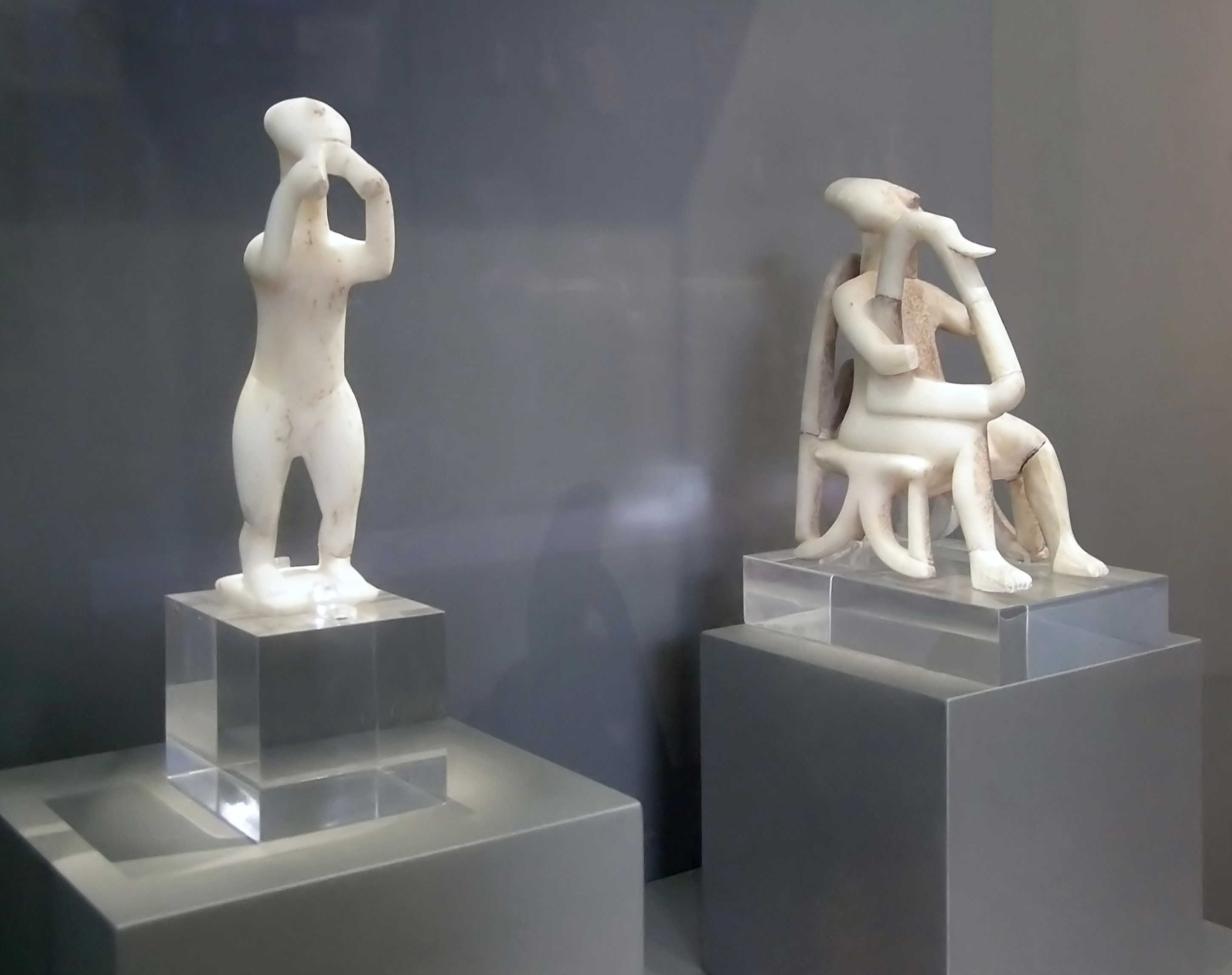
El Flautista de Keros juntament amb altres peces ciclàdiques, al Museu Arqueològic Nacional d'Atenes

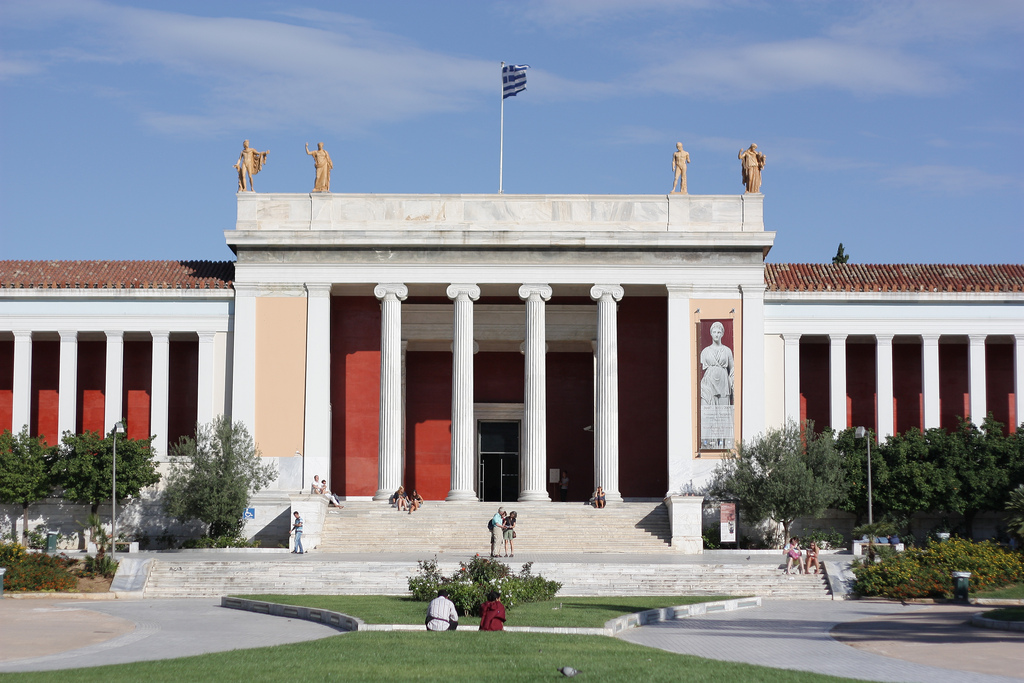
Imatge del Museu Arqueològic Nacional d'Atenes

El Flautista de Keros és una estatueta de marbre elaborada per artesans de la civilització ciclàdica, una cultura arqueològica de l'edat del coure i del bronze situada en les Cíclades, a la mar Egea, que abasta del 3000 ae al 2000 ae.

## Simbologia
L'estatueta mostra un músic amb doble flauta; se'n desconeix la utilitat: podria ser un exvot o una representació d'un ritual funerari acompanyat de música, probablement d'influència assíria.

## Característiques
Forma: flautista.
- Material: marbre.
- Context cultural: ciclàdic inicial II, Keros-Siros.

## Conservació
La peça s'exhibeix de manera permanent al Museu Arqueològic d'Atenes (Grècia), amb el núm. d'inventari 3910.